# Vila Lovšin
Vila Lovšin (tudi Lovšinova vila) je modernistična vila, delo Vladimirja Šubica, ki se nahaja na Ažbetovi ulici 4 v Ljubljani.
Vila je dobila ime po prvemu lastniku vile, Evgenu Lovšinu (1895-1987). Kot enotno kubično telo z odvzetim volumnom vogalne terase in dodatnim volumnom stopnišča z ravnimi strehami in uporabo tradicionalnih in modernističnih arhitekturnih elementov velja za nepremično kulturno dediščino.

## Zgodovina
Načrte za vilo je naredil arhitekt Vladimir Šubic v zahvalo za Lovšinovo pomoč, da je Šubic prejel naročilo za izdelavo Nebotičnika. Vila, ki je bila zgrajena leta 1932 (istočasno kot Nebotičnik), je bila zasnovana sledeče: visoko pritličje (za stanovanje lastnika), prvo nadstropje (za oddajanje), klet (službeni prostori in stanovanje strežnika) in ravna streha (za rekreacijo).
Pomembni elementi pri vili pa so tudi: stopnišče (slednje ima na dnu dve piramidi), dvignjen podest in velik vrt. Status kulturne dediščine ima tudi kip Franceta Goršeta, ki se nahaja na južni fasadi vile.